# Lachrymae (Britten)
Lachrymae, reflections on a song of John Dowland (reflexions sobre una cançó de John Dowland), per a viola i piano, op. 48 (per a viola i corda, op. 48a), és una composició de Benjamin Britten del 1950.

## Moviments
Consta dels següents moviments:
- Lento
- Allegretto molto comodo
- Animato
- Tranquillo
- Allegro con moto
- Largamente
- Appassionato
- Alla valse, moderato
- Allegro marcia
- Lento
- L'istesso tempo